# Шефер, Зденек
Зде́нек Ше́фер (чеш. Zdeněk Schaefer, 1906—1974) — чешский миколог.

## Биография
Зденек Шефер родился 19 августа 1906 года в городе Тельч. Образование получал в Тельче, затем — в Брно-Гусовицах, в 1926 году поступил в Высшую техническую школу Брно. По окончании высшей школы в 1932 году на протяжении двух лет Шефер служил в армии.
С 1935 года Зденек Шефер жил и работал в химическом институте в Крелове, изучал различные способы производства стекла. В 1936 году Шефер женился на Анне Катцеровой. После окончания Второй мировой войны Шефер продолжил работу в стекольной промышленности. С 1951 года он работал в исследовательском институте в Сазаве, с 1953 — в Градец-Кралове. С 1955 по 1964 Шефер возглавлял лабораторию Яблонецкого исследовательского института.
В свободное время Зденек Шефер занимался изучением микологии — наибольший интерес для него, по-видимому, по причине его нахождения под влиянием Вацлава Мельцера и Юлиуса Шеффера представлял род Сыроежка, а после 1945 года — род Млечник.
Зденек Шефер скончался 15 октября 1974 года.

## Некоторые научные публикации
- Schaefer, Z. Nový druh ryzcu: r. hradecký (Lactarius hradecensis sp. n.) (словац.) // Ceská Mykologie. — 1948. — Zv. 2, čís. 3. — S. 83—85.
- Schaefer, Z. Méne známé, vzácné a nové ryzce CSR III (неопр.) // Ceská Mykologie. — 1956. — Т. 10, № 3. — С. 168—172.
- Schaefer, Z. Lactarii cechoslovaci rariores vel novi V (неопр.) // Ceská Mykologie. — 1958. — Т. 12, № 4. — С. 205—212.
- Schaefer, Z. Lactarii cechoslovaci rariores vel novi VII (неопр.) // Ceská Mykologie. — 1960. — Т. 14, № 4. — С. 230—237.
- Schaefer, Z. Lactarii cechoslovaci rariores vel novi. VIII (неопр.) // Ceská Mykologie. — 1966. — Т. 20, № 3. — С. 151—159.
- Schaefer, Z. Lactarii cechoslovaci rariores vel novi. IX (неопр.) // Ceská Mykologie. — 1968. — Т. 22, № 1. — С. 14—19.
- Schaefer, Z. Beitrag zum Studium der Milchlinge. Sektion Dapetes (нем.) // Schweizerische Zeitschrift für Pilzkunde : magazin. — 1970. — Bd. 48. — S. 105—143.
- Schaefer, Z. Die Gruppe Lactarius pyrogalus (Bull. ex Fr.) Fr., Stirps Pyrogalus (неопр.) // Ceská Mykologie. — 1972. — Т. 26, № 3. — С. 141—148.
- Schaefer, Z. Beitrag zum Studium der Sektion Albates der Lactarien (нем.) // Ceská Mykologie : magazin. — 1979. — Bd. 33, Nr. 1. — S. 1—12.